# Noé Soto Pérez
Noé Félix Soto Pérez es un profesor y político peruano. Fue alcalde del distrito de Ticaco en cuatro periodos de 1993 a 2002 y de 2007 a 2010. También fue consejero del Gobierno Regional de Tacna entre 2011 y 2014 por la provincia de Tarata.
Nació en el distrito de Ticaco, provincia de Tarata, departamento de Tacna, Perú, el 10 de junio de 1954, hijo de Rodolfo Estanislao Soto Mandamiento y Julia Pérez Sánchez. Cursó sus estudios primarios y secundarios en la ciudad de Tacna terminando estos últimos en la Gran Unidad Escolar Coronel Bolognesi de esa ciudad. Entre 1982 y 1987 cursó estudios superiores de educación en la Universidad Nacional José Faustino Sánchez Carrión de Huacho. Desde entonces se desempeñó como profesor en la provincia de Tarata
Su primera participación política se dio en las elecciones municipales de 1993 cuando fue elegido alcalde del distrito de Ticaco siendo reelegido dos veces en 1995 y en 1998. Perdió la reelección en las elecciones municipales de 2002 y volvió a ser elegido en las elecciones municipales de 2006. Participó en las elecciones regionales del 2010 en las que fue elegido como consejero regional por la provincia de Tarata durante la gestión de Tito Chocano Olivera. Tentó su reelección como alcalde de Ticaco en las elecciones de 2014 sin éxito